# إليزابيث ستيوارت (كاتبة)
إليزابيث ستيوارت (بالإنجليزية: Elizabeth Stuart)‏ هي كاتِبة وقسيسة بريطانية، ولدت في 1963 في كنت في المملكة المتحدة.